# Ploeren
Ploeren (tiếng Breton: Ploveren) là một xã ở tỉnh Morbihan trong vùng Bretagne tây bắc Pháp. Xã này có diện tích 20,44 km², dân số năm 1999 là 3984 người. Khu vực này có độ cao từ 3-58 mét trên mực nước biển.
Cư dân của Ploeren danh xưng trong tiếng Pháp là Plérinois.
Đây là nơi sinh của cầu thủ bóng đá Mathieu Berson (sinh năm 1980). Xã này kết nghĩa với Veneti (Gaul).